# در انتهای شب (مجموعه نمایش خانگی ۱۴۰۳)
در انتهای شب با نام قبلی محبوبه شب یک مجموعهٔ نمایش خانگی ایرانی در ژانر درام رمانتیک  به کارگردانی  آیدا پناهنده است که بر اساس فیلمنامه مشترک آیدا پناهنده و ارسلان امیری ساخته شده است.این مجموعه که به‌صورت یک مینی‌سریال ۹ قسمتی تهیه شده از تاریخ ۳ خرداد ۱۴۰۳ توسط پلتفرم فیلم‌نت منتشر شد.

## خلاصه داستان
زن و شوهری در مواجهه با مشکلات اقتصادی تصمیم می‌گیرند از یکدیگر جدا شوند...

## بازیگران
- پارسا پیروزفر در نقش بهنام افشار
- هدی زین‌العابدین در نقش ماهرخ (ماهی) زرباف
- رایان سرلک در نقش دارا افشار
- نسرین نصرتی در نقش حکیمه مساوات
- جمشید حسینی
- احمد پورخوش
- هاشم روحانی
- سحر گلدوست در نقش ثریا شمس آبادی
- پدرام شریفی در نقش رضا بزرگمهر
- رضا بهبودی در نقش صفا
- علیرضا داوودنژاد در نقش پدر ماهرخ (ماهی)
- احترام برومند در نقش مادر بهنام
- سیامک صفری
- کاظم هژیرآزاد
- پوریا رحیمی سام در نقش امیر

## انتشار
این مجموعه به صورت اختصاصی از پلتفرم فیلم‌نت منتشر شده است.

## جوایز
- بهترین مجموعه نمایش خانگی: محمد یمینی/ بیست و سومین جشن حافظ/۱۴۰۳
- بهترین بازیگر مرد درام: پارسا پیروزفر / بیست و سومین جشن حافظ/۱۴۰۳
- بهترین فیلمنامه: آیدا پناهنده و ارسلان امیری / بیست و سومین جشن حافظ/۱۴۰۳
- برنده جایزه بهترین کارگردانی: آیدا پناهنده/ فستیوال سریز مانیا ۲۰۲۵، فرانسه[۴][۵]